# Raymond Vernon
Raymond Vernon (* 1913 in New York City; † 26. August 1999 in den USA) war ein Ökonom, Clarence Dillon Professor an der Harvard University, Mitglied des Marshallplanteams, Gründungsmitglied des Journal of Policy Analysis and Management sowie Wegbereiter der Entwicklung des Internationalen Währungsfonds (IMF) und des Allgemeines Zoll- und Handelsabkommen (GATT).
1964 wurde er in die American Academy of Arts and Sciences gewählt.

## Werke
- Sovereignty at Bay (1973)
- Big Business and the State: Changing Relations in Western Europe (1974)
- Storm Over the Multinationals: The Real Issues (1977);
- Two Hungry Giants: The United States and Japan in the Quest for Oil and Ores (1983)
- Beyond Globalism: Remaking American Foreign Economic Policy (1989)
- Iron Triangles and Revolving Doors (1991).